# Ján Siváček
Ján Siváček (27. května 1928 Myjava – 16. prosince 1987 Bratislava) byl slovenský jazzový hudebník, dirigent a hudební skladatel.

## Život
Pocházel z rodiny ředitele jedné z prvních slovenských bank a sokolského náčelníka Štefana Siváčka. Vystudoval sice práva na na Univerzitě Komenského v Bratislavě, ale více ho přitahovala hudba. Stal se vedoucím oddělení zábavné hudby na Hudobnej artistickej ústredni v Bratislavě, začal komponovat písně a dirigovat taneční orchestr. Postupně si i doplnil hudební vzdělání studiem kompozice na Vysoké škole múzických umění v Bratislavě u Alexandra Moyzese. Absolvoval v roce 1964.
V roce 1951 se stal členom souboru Kolektív 51 (jeho vedoucím byl tehdy Siloš Pohanka). O rok později převzal jeho vedení, rozšířil jej na big band a přejmenoval na Orchester J. Siváčka. V tomto složení účinkovali pravidelně v pondělí v bratislavské kavárně Reduta.
V letech 1964–1969 působil jako tajemník Komise pro malé hudební formy Svazu slovenských skladatelů. V roce 1966 byl u zrodu bratislavského festivalu populární hudby Bratislavská lyra a v letech 1966-1970 i jeho ředitelem. Do jeho programu také přispíval svými skladbami.
Ján Siváček byl oceněn in memoriam v roce 2011 zápisem do Zlaté knihy SOZA.

## Dílo
Orchestr Jána Siváčka měl v 50. letech průkopnický význam při popularizaci swingu na Slovensku. Komunistická ideologie však swingu nepřála a Siváček se proto orientoval i na jiné žánry zábavné a taneční hudby. Jeho písně zpívali přední slovenští zpěváci jako Karol Duchoň, Dušan Grúň, Jana Kocianová, Zuzka Lonská, Eva Kostolányiová, Melánia Olláryová, Marcela Laiferová, Eva Máziková, ale i čeští interpreti Karel Hála, Eva Pilarová, Helena Vondráčková a Jiřina Salačová.